# Équipe de Suisse de football en 1967
Cet article présente les résultats de l'équipe de Suisse de football lors de l'année 1967. En novembre, elle rencontre pour la première fois l'équipe de Chypre.

## Bilan
|           | Nombre de matchs | Victoires | Défaites | Matchs nuls | Buts marqués | Buts encaissés |
| Domicile  | 4                | 2         | 1        | 1           | 15           | 5              |
| Extérieur | 3                | 0         | 2        | 1           | 2            | 9              |
| Neutre    | 0                | 0         | 0        | 0           | 0            | 0              |
| Total     | 7                | 2         | 3        | 2           | 17           | 14             |

## Matchs et résultats
| Match amical                               | Mexique                   | 3 - 0   | Suisse | Azteca, Mexico                                   |                                                  |
| 5 janvier 1967 · Historique des rencontres | Pereda 6e · Borja 57e 88e | (1 - 0) |        | Spectateurs : 40 000 Arbitrage : Arturo Yamasaki | Spectateurs : 40 000 Arbitrage : Arturo Yamasaki |
| 5 janvier 1967 · Historique des rencontres | Rapport                   |         |        | Spectateurs : 40 000 Arbitrage : Arturo Yamasaki | Spectateurs : 40 000 Arbitrage : Arturo Yamasaki |

| Match amical                           | Suisse       | 1 - 2   | Tchécoslovaquie       | Stade Saint-Jacques, Bâle                         |                                                   |
| 3 mai 1967 · Historique des rencontres | Odermatt 34e | (1 - 1) | 30e Geleta · 53e Jokl | Spectateurs : 22 000 Arbitrage : Kurt Tschenscher | Spectateurs : 22 000 Arbitrage : Kurt Tschenscher |
| 3 mai 1967 · Historique des rencontres | Rapport      |         |                       | Spectateurs : 22 000 Arbitrage : Kurt Tschenscher | Spectateurs : 22 000 Arbitrage : Kurt Tschenscher |

| Éliminatoires pour l'Euro 1968          | Suisse                                                             | 7 - 1   | Roumanie   | Hardturm, Zurich                                |                                                 |
| 24 mai 1967 · Historique des rencontres | Künzli 12e 67e · Quentin 15e 32e · Blättler 46e 59e · Odermatt 63e | (3 - 0) | 71e Dobrin | Spectateurs : 23 000 Arbitrage : Robert Lacoste | Spectateurs : 23 000 Arbitrage : Robert Lacoste |
| 24 mai 1967 · Historique des rencontres | Rapport                                                            |         |            | Spectateurs : 23 000 Arbitrage : Robert Lacoste | Spectateurs : 23 000 Arbitrage : Robert Lacoste |

| Match amical                                 | Union soviétique                     | 2 - 2   | Suisse                    | Central Lénine, Moscou                        |                                               |
| 1er octobre 1967 · Historique des rencontres | Khourtsilava 16e · Pfirter 41e (csc) | (2 - 1) | 2e Blättler · 73e Perroud | Spectateurs : 20 000 Arbitrage : Roger Machin | Spectateurs : 20 000 Arbitrage : Roger Machin |
| 1er octobre 1967 · Historique des rencontres | Rapport                              |         |                           | Spectateurs : 20 000 Arbitrage : Roger Machin | Spectateurs : 20 000 Arbitrage : Roger Machin |

| Éliminatoires pour l'Euro 1968              | Suisse                                                         | 5 - 0   | Chypre | Cornaredo, Lugano                             |                                               |
| 8 novembre 1967 · Historique des rencontres | Blättler 30e 55e · Künzli 41e · Dürr 56e (pen.) · Odermatt 72e | (2 - 0) |        | Spectateurs : 5 000 Arbitrage : Robert Schaut | Spectateurs : 5 000 Arbitrage : Robert Schaut |
| 8 novembre 1967 · Historique des rencontres | Rapport                                                        |         |        | Spectateurs : 5 000 Arbitrage : Robert Schaut | Spectateurs : 5 000 Arbitrage : Robert Schaut |

| Éliminatoires pour l'Euro 1968                       | Suisse                   | 2 - 2   | Italie              | Wankdorf, Berne                               |                                               |
| 18 novembre 1967 · 14h45 · Historique des rencontres | Quentin 33e · Künzli 68e | (1 - 0) | 66e 85e (pen.) Riva | Spectateurs : 57 000 Arbitrage : István Zsolt | Spectateurs : 57 000 Arbitrage : István Zsolt |
| 18 novembre 1967 · 14h45 · Historique des rencontres | Rapport                  |         |                     | Spectateurs : 57 000 Arbitrage : István Zsolt | Spectateurs : 57 000 Arbitrage : István Zsolt |

| Éliminatoires pour l'Euro 1968                       | Italie                                     | 4 - 0   | Suisse | Amsicora, Cagliari                              |                                                 |
| 23 décembre 1967 · 14h30 · Historique des rencontres | Mazzola 3e · Riva 13e · Domenghini 44e 67e | (3 - 0) |        | Spectateurs : 31 000 Arbitrage : Thomas Wharton | Spectateurs : 31 000 Arbitrage : Thomas Wharton |
| 23 décembre 1967 · 14h30 · Historique des rencontres | Rapport                                    |         |        | Spectateurs : 31 000 Arbitrage : Thomas Wharton | Spectateurs : 31 000 Arbitrage : Thomas Wharton |